# Promethei Terra
Promethei Terra é uma vasta região marciana, centrada a 57.7º latitude sul e 100º longitude leste, cobrindo 3300 km em sua extensão máxima. Ela se situa a leste da grande bacia de Hellas. Como grande parte da parte meridional do planeta, esta é uma região de terreno elevado com grande densidade de crateras. Promethei Terra recebeu o nome de uma formação de albedo clássica em Marte, cujo nome original deriva do deus grego Prometeu.  Promethei Terra possui a maior parte de seu território no quadrângulo de Hellas em Marte.

## Lobate debris aprons
Uma importante formação geológica comum no leste de Hellas são pilhas de material circundando as falésias, essas formações são denominadas lobate debris aprons ou LDA's (plataformas de detritos lobulares, em tradução livre). Pesquisas recentes utilizando o Shallow Radar a bordo da Mars Reconnaissance Orbiter tem fornecido fortes evidências de que os LDA's são geleiras que foram cobertas por uma fina camada de rochas. Acredita-se que grandes quantidades de gelo de água estejam aprisionadas nos LDA's. Evidências disponíveis sugerem que a parte oriental de Hellas tenha acumulado neve no passado. Quando a inclinação (obliquidade) de Marte aumenta a capa polar sul libera grandes quantidades de vapor d'agua.  Modelos climáticos preveem que quando isso acontece, o vapor d'água se condensa e se precipita onde os LDAs estão localizados. A inclinação da Terra muda pouco pois seu satélite, a Lua, é relativamente grande e a mantém estável. As duas pequenas luas de Marte  não estabilizam o planeta, o que faz com que o eixo rotacional de Marte passe por grandes variações.  Os lobate debris aprons podem ser uma grande fonte de água para futuros colonizadores de Marte. Sua maior vantagem sobre as outras fontes marcianas de água é que estes podem ser facilmente mapeados a partir da órbita e estão próximos ao equador, onde as missões tripuladas devem aterrissar.